# Системний підхід
Систе́мний підхі́д  (англ. Systems thinking — системне мислення) — напрям методології досліджень, який полягає в дослідженні об'єкта як цілісної множини елементів в сукупності відношень і зв'язків між ними, тобто розгляд об'єкта як модель системи. В англомовній літературі близьке поняття холізму.
Остання домінуюча модель системного підходу мала назву експертного методу, який в рамках системного підходу вичерпно використовував метод аналога чи прототипу.
Ефективність системного підходу залежить від характеру застосовуваних загальносистемних закономірностей, що встановлюють зв'язок між системними параметрами. На сучасному етапі на основі узагальнення різних варіантів системного підходу створюються умови для побудови загальної теорії про системи — системології. Виникнення і поширення системного підходу зумовлено кризою елементаризму і механіцизму у зв'язку з ускладненням завдань науки і практики. Системний підхід розвиває і конкретизує такі категорії діалектики, як зв'язок (філософія), відношення, зміст і форма, частина і ціле та ін.
Основний засіб системного підходу — це системний аналіз.

## Основні системні параметри
Об'єкти, як системи, досліджують за допомогою особливих властивостей — системних параметрів, таких як:
- простота,
- складеність,
- надійність,
- гомогенність тощо.

## Основні принципи щодо інформації
- неповнота
- невизначеність
- неоднозначність
- і ін. НЕ-…

## Основні принципи системного підходу
- Цілісність, яка дозволяє розглядати систему одночасно і як єдине ціле, і як підсистему вищестоячих рівнів.
- Ієрархічність побудови, тобто наявність множини (принаймні двох) елементів, які розташовані на основі підпорядкування елементів нижчого рівня елементам вищого рівня. Реалізація цього принципу добре видна на прикладі будь-якої конкретної організації, яка являє собою взаємодію двох підсистем: керуючої і керованої. Одна підпорядковується іншій.
- Структуризація, яка дозволяє аналізувати елементи системи і їх взаємозв'язки в рамках конкретної організаційної структури. Як правило, процес функціонування системи обумовлений не стільки властивостями її окремих елементів, скільки властивостями самої структури.
- Множинність, яка дозволяє використовувати множину кібернетичних, економічних і математичних моделей для опису окремих елементів і системи в цілому.
- Системність — властивість об'єкта володіти всіма ознаками системи.

## Основні визначення системного підходу
Основоположниками системного підходу є: Л. фон Берталанфі, О. О. Богданов, Г.Саймон, П.Друкер, А.Чандлер.
- Система — сукупність елементів і зв'язків між ними.
- Структура — спосіб взаємодії елементів системи за допомогою певних зв'язків (картина зв'язків і їх стабільностей).
- Процес — динамічна зміна системи в часі.
- Функція — робота елементу в системі.
- Стан — положення системи щодо інших її положень.
- Системний ефект — такий результат спеціальної переорганізації елементів системи, коли ціле стає більше простою суми частин.
- Структурна оптимізація — цілеспрямований ітераційний процес отримання серії системних ефектів з метою оптимізації прикладної мети в рамках заданих обмежень. Структурна оптимізація практично досягається за допомогою спеціального алгоритму структурної переорганізації елементів системи. Розроблена серія імітаційних моделей для демонстрації феномену структурної оптимізації і для навчання.

## Основні припущення системного підходу
1. У світі існують системи.
2. Системний опис істинний.
3. Системи взаємодіють одна з одною, і, отже, все в цьому світі взаємопов'язано.
4. Отже, світ — це також система.

## Аспекти системного підходу
Розгорнуте визначення системного підходу полягає в тому, що це підхід, при якому будь-яка система (об'єкт) розглядається як сукупність взаємозв'язаних елементів (компонентів), що має вихід (ціль), вхід (ресурси), зв'язок із зовнішнім середовищем, зворотний зв'язок. Це найскладніший підхід. Системний підхід є формою накладення теорії пізнання і діалектики з дослідженням процесів, що відбуваються в природі, суспільстві, мисленні. Його суть полягає в реалізації вимог загальної теорії систем, згідно з якою кожен об'єкт у процесі його дослідження повинен розглядатися як велика і складна система і, одночасно, як елемент загальнішої системи.
Це визначення системного підходу включає також обов'язковість вивчення і практичного використання таких восьми його аспектів:
1. системно-елементного або системно-комплексного, який полягає у виявленні елементів-складових даної системи. У всіх соціальних системах можна виявити речові компоненти (засоби виробництва і предмети споживання), процеси (економічні, соціальні, політичні, духовні, управлінські і т. д.) і ідеї, науково-усвідомлені інтереси людей і їх спільнот;
2. системно-структурного, який полягає у з'ясуванні компонентів і елементів, внутрішніх зв'язків і залежностей між елементами даної системи, що дозволяє отримати уявлення про внутрішню організацію (будову) досліджуваної системи;
3. системно-функціонального, який потребує виявлення функцій, для виконання яких створені і існують відповідні системи;
4. системно-цільового, який означає необхідність наукового визначення завдань і підзавдань системи, їхніх взаємних зв'язків між собою;
5. системно-ресурсного, який полягає в ретельному виявленні ресурсів, потрібних для функціонування системи, для вирішення системою тієї або іншої проблеми;
6. системно-інтеграційного, який полягає у визначенні сукупності якісних властивостей системи, що забезпечують її цілісність і особливість;
7. системно-комунікаційного, який означає необхідність виявлення зовнішніх зв'язків даної системи з іншими, тобто, її зв'язків з навколишнім середовищем;
8. системно-історичного, який дозволяє з'ясувати умови в часі, які вплинули на виникнення досліджуваної системи, пройдені нею етапи, сучасний стан, а також можливі перспективи розвитку.

## Елементи системи
Елементом називається технічний об'єкт, що входить до складу системи або підсистеми, і який при вирішенні конкретної сукупності задач недоцільно далі розбивати на частини. Наприклад, в складі підсистем приводу виконавчих органів в багатьох випадках доцільно виділити такі основні елементи: електродвигуни, зубчаті колеса, вали, осі, підшипники,, виконавчий орган.
Під зовнішнім середовищем розуміють сукупність об'єктів технічного або природного характеру, що не входять до складу системи і володіють певними властивостями і параметрами, взаємодія з якими повинна враховуватися при вирішенні поставлених задач. Наприклад, для очисного вузькозахопного комбайна як зовнішнє середовище виступає людина-оператор, що безпосередньо керує вийманням вугільного пласта, шар породи, який вміщає вугільний пласт, вибійний конвеєр і мережа електропостачання.
При зміні масштабу задач, що ставляться, система, що вивчається може розглядатися як підсистема або елемент більш складної системи, а підсистема або навіть елемент — як система. Відповідно змінюється і сукупність об'єктів зовнішнього середовища.

## Застосування
Практично всі сучасні науки побудовані за системним принципом. Важливим аспектом системного підходу є вироблення нового принципу його використання — створення нового, єдиного і більш оптимального підходу (загальної методології) до пізнання, для застосування його до будь-якого пізнаваного матеріалу, з гарантованою метою отримати найбільш повне і цілісне уявлення про цей матеріал.
В економіці використовується світо-системний підхід для опису економічної історії.